# Bruno Groening
Pour les articles homonymes, voir Groening.
Bruno Groening, né Bruno Grönkowski, à Oliwa (arrondissement de Dantzig, Royaume de Prusse) le 30 mai 1906 et mort à Paris 9e le 26 janvier 1959, est un prédicateur et guérisseur spirituel allemand.
Ne possédant ni formation universitaire théologique, ni médicale, il se présente comme un « instrument » au seul service de Dieu, dans le but d'aider l'humanité.

## Biographie

### Enfance
Bruno Groening est le quatrième de sept enfants d'une famille modeste.
Selon ses dires, il aurait eu au plus jeune âge l'intime conviction d'avoir pour mission d'aider les hommes à retrouver, grâce à la force de Dieu, santé et salut. Il pensait avoir la capacité de soulager animaux et êtres humains et affirmait ressentir cela comme un devoir et un don de Dieu.

### Guérisseur
Dans les années qui ont suivi la Seconde Guerre mondiale, de nombreuses personnes déclarent avoir été guéries par Groening. Après un article de presse faisant état d'un prétendu succès en mars 1949, des milliers de personnes en quête de guérison affluèrent vers le « guérisseur » à Herford, en Westphalie.
Groening faisait toujours référence à ce qu'il appelait un « Heilstrom », une « puissance divine qui le traverse ». Il a lui-même considéré son goitre visible comme étant un « gonflement provoqué par cette force même ». Les personnes touchées (principalement des femmes et de nombreuses personnes âgées) recherchaient la guérison par le contact personnel avec Groening, par la participation à ses réunions de masse, mais aussi par l'utilisation d'un objet envoyé par Groening (généralement une boule en papier d'aluminium ou Gröningkugeln).
Les "Gröningkugeln", des boules de la taille d'un œuf en papier d'aluminium, distribuées lors de réunions ou vendues, étaient même négociées sur le marché noir de Munich. Selon une déclaration du directeur intérimaire de Groening, Otto Meckelburg, ils contenaient les cheveux, des gouttes de sang ou des ongles de Groening  ; selon une autre source, Groening en aurait « consacrées »,.
Des atteintes à la santé sont alors signalées, notamment dans le cas d'une patiente qui avait arrêté son insuline et qui faisait confiance à Groening.
Dès 1949, l'administration municipale de Herford interdit son activité à Groening, suivie par le gouvernement de l'État de Rhénanie du Nord-Westphalie. Il déménage dans un haras à Traberhof, près de Rosenheim en Bavière et plus tard à Mittenwald, où il est autorisé à exercer. Jusqu'à 15 000 personnes l'ont visité à Traberhof. À cette période, la Münchner Illustrierte Revue publie une série de reportages sensationnalistes sur Groening qui font passer son tirage hebdomadaire de 100 000 à près de 400 000 exemplaires.

#### Fortune
Au début, Groening refuse expressément d'être payé pour son travail, mais reçoit d'importants dons en liquide,,. À partir de 1950, au plus tard, la présence de Groening devait être payée. En juin 1950, un rapport de police indique que les personnes en quête de guérison versaient entre 25 et 2 500 DM à l'Association pour la recherche sur les méthodes de guérison de Groening. Lors de deux grands événements, jusqu'à 300 DM par participant étaient facturés. Un journaliste rapporte en 1950 de courtes séances de groupe avec Groening et jusqu'à 100 participants qui payaient 10 DM pour y participer.
On ne sait pas où se trouve l’argent. Groening et ses partenaires commerciaux de l'époque se sont ensuite accusés mutuellement de style de vie excessif ; ils avaient « célébré de véritables orgies » à Meckleburg. En 1950, plus de 100 000 DM auraient été encaissés sans comptabilité et Groening a toujours affirmé n'en avoir rien su.

### Procédures judiciaires
Groening est entré à plusieurs reprises en conflit avec la loi sur la naturopathie (de) car il ne possédait pas la licence appropriée. Lors du premier procès en 1951/52, il est acquitté du chef de violation coupable de la loi, mais il lui est interdit de continuer à travailler comme guérisseur. Groening demande alors son admission en tant que praticien non médical, ce qui est rejeté le 12 août 1953 « en raison du manque d'aptitude ».
Groening effectue ensuite des « tournées de conférences » à travers la Bavière et le sud de l'Allemagne et évoque la liberté de religion garantie par l'article 4 de la Loi fondamentale (de) : ses conférences ne constituaient pas un « traitement » au sens de la loi sur la naturopathie. En fait, selon le texte de l'annonce, des « ondes de guérison » ont été envoyées à l'auditorium et des illustrations, des balles et des assiettes en aluminium ont été distribuées ou vendues,. Les organisateurs étaient pour la plupart des praticiens non médicaux ou des communautés locales nouvellement fondées.
En 1955, Groening est de nouveau accusé d'avoir violé la loi ; il est également accusé d'homicide par négligence sur une jeune fille de 17 ans atteinte d'une maladie pulmonaire en 1949. Le tribunal de première instance le condamne à une amende de 2 000 DM pour violation de la loi sur la naturopathie, mais l'acquitte de l'accusation d'homicide par négligence.
En janvier 1958, le tribunal de deuxième instance de Munich le condamne à un total de huit mois de probation et à une amende de 5 000 DM pour violation de la loi sur la naturopathie et pour homicide involontaire.
Dans une conférence du 30 août 1958, Groening décrit à quel point il se sentait incompris, qu'il n'avait jamais soigné de maladies et n'avait jamais déconseillé de consulter un médecin. Au contraire, le verdict était contre lui, afin de l'empêcher de répandre la vérité selon laquelle seuls les humains peuvent agir « vers leur propre salut ».
Aucun jugement n'est rendu concernant l'appel de Groening car celui-ci décède à Paris le matin de l'annonce.
Il meurt d'un cancer de l'estomac en 1959. Après sa crémation, son urne a été enterrée dans un cimetière de Dillenburg.

## Diffusion de ces thèses
Après sa mort, Grete Haüsler, l'une des principales collaboratrices de Groening, prolongeant le travail fait dans les communautés mises en place à l'époque, fonde en 1979 le Cercle des amis de Bruno Gröning.
Dirigé par Dieter Haüsler depuis le décès en 2007 de Grete Haüsler, ce cercle continue de diffuser la vision du monde de Bruno Groening, via des ouvrages, photographies et recueils de formation. Le Cercle des amis de Bruno Gröning compterait en 2022 plus de 80 000 membres à travers le monde[réf. nécessaire]. Ces membres sont organisés en communautés, plusieurs fois accusées de dérives sectaires,.

## Dérives sectaires
En 2013, le rapport de la commission d’enquête sur l’influence des mouvements à caractère sectaire dans le domaine de la santé du Sénat, menée en collaboration avec les instances européennes, s'inquiète de l'influence néfaste du Cercle des amis de Bruno Gröning, créé en 1979, pour diffuser le pratique de guérisons miraculeuses en Belgique.
En 2016, la Miviludes s'inquiète du phénomène, soupçonnant le Cercle des amis de Bruno Gröning de « dérives sectaires ».
En 2020, la RTBF diffuse sur sa chaîne YouTube une enquête sur le Cercle des Amis de Bruno Gröning.

### Filmographie
- Thomas Busse, Film documentaire en 3 parties : Le Phénomène Bruno Gröning (Das phänomen Bruno Gröning), éditions Grete Haüsler (disponible sur le site des éditions, également accessible sur YouTube depuis janvier 2019).
- Thomas Eich, Film documentaire simple : Aux côtés de Bruno Gröning - Vie et œuvre de Grete Haüsler (An der Seite Bruno Grönings), disponible sur le site des éditions Grete Haüsler.
- Thomas Eich, Film documentaire en 3 parties : Le Phénomène de la guérison (Das phänomen der Heilung), éditions Grete Haüsler (non disponible à l'achat pour le moment mais accessible sur YouTube depuis mars 2021).